# Gulfstream G500

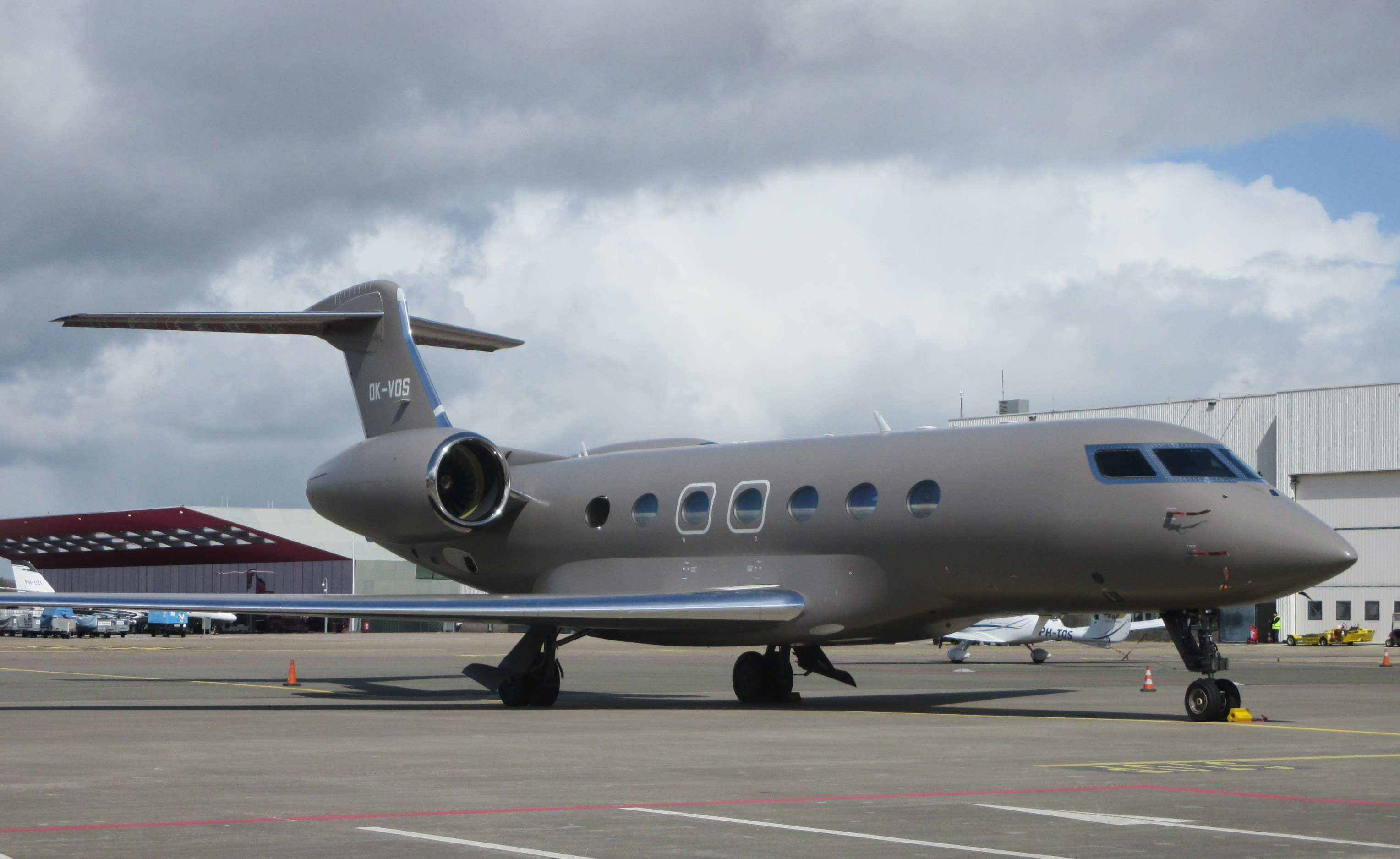
Gulfstream G500 - Schiphol-Oost, april 2023

De Gulfstream G500 is een twin turbofan zakenjet gebouwd door de Amerikaanse vliegtuigbouwer Gulfstream Aerospace Corporation. Het toestel maakte zijn eerste vlucht op 18 mei 2015.
De G500 is, samen met de G600, de opvolger van de Gulfstream V. In de zomer van 2018 ontving het toestel zijn typecertificaat in Amerika. Het toestel wordt voortgedreven door twee Pratt & Whitney PW 800 turbofans. De G500 maakt deel uit van de G400/G500/G600 modelrange, de kleinere G400 is nog in ontwikkeling (levering gepland vanaf 2025) en de grotere G600 wordt geproduceerd sinds 2018. 
Het verschil tussen de modellen zit vooral in de lengte van de romp, type motoren, brandstofvoorraad en daarmee dus het vliegbereik.

## Varianten
Gulfstream G400
Nog in ontwikkeling. Levering gepland vanaf 2025. Model met een kortere romp dan de G500 (26,3 m) en kleinere brandstoftanks, goed voor een vliegbereik van 7.778 km. Uitgerust met Pratt & Whitney PW812GA turbofans met 60 kN stuwkracht elk.
Gulfstream G600
Long-range versie van de G500. Eerste vlucht in 2016, sinds 2018 in productie. Langere romp dan de G500 (29,3 m). En grotere brandstoftanks, goed voor een vliegbereik van 12.040 km. Uitgerust met  Pratt & Whitney PW815GA turbofans met 69,25 kN stuwkracht elk.